# Ekslibrisologia
Ekslibrisologia – jedna z nauk pomocniczych bibliologii. Zajmuje się badaniem dziejów ekslibrisów, protoekslibrisów i superekslibrisów jako istotnych źródeł dotyczących przeszłości bibliotek i bibliofilstwa. 
Nieodłącznie korzysta i uzupełnia się z innymi naukami i dziedzinami wiedzy, jak historia, historia sztuki, historia kultury materialnej, kulturoznawstwo, heraldyka, genealogia i in. 
Jak podaje "Encyklopedia wiedzy o książce", w Polsce wyniki badań ekslibrisologicznych jako pierwszy wykorzystywał w swoich pracach Stanisław Józef Siennicki (1874,1878). Późniejszymi autorami ważniejszych prac z tej dziedziny byli m.in. Wiktor Wittyg, Kazimierz Reychman, Kazimierz Piekarski i Edward Chwalewik.